# Kelenhegyi Emil
Kelenhegyi Emil, születési és 1933-ig használt nevén Kollmann Emil László Kunigunda (Budapest, 1915. március 3. – Budapest, 2001. május 14.) dandártábornok, Kelenhegyi Márton (1919–1978) sebész, urológus bátyja.

## Élete és munkássága
Polgári családból származott. Édesapja, Kollmann Emil József (1886–1945) énekművész volt, de első világháborús hosszú frontszolgálata alatt szerzett betegsége miatt nem folytathatta pályáját, az Operaház titkára lett. Édesanyja Teleky Anna Julianna (1889–1968) volt.
A család anyagi helyzete nem engedte meg a tervezett műszaki egyetemi tanulmányok megkezdését, ezért a Magyar Királyi Honvéd Ludovika Akadémia államilag támogatott híradó szakára iratkozott be, és azt 1937-ben kiváló eredménnyel fejezte be. A fiatal tiszt Debrecenben, majd Berettyóújfaluban végzett csapatszolgálatot.
1943-ban került a szovjet frontra, ahol hadosztályhíradó parancsnokként (híradófőnökként) szolgált. A fronton azt tapasztalta, hogy a németek nem tekintik igazi szövetségesnek a magyarokat, ez antifasiszta érzelmeket keltett benne. A háború vége előtt megtagadta, hogy alakulatával Németországba települjön.
1945 márciusától az új, demokratikus Magyar Honvédség állományába került, majd a Magyar Néphadsereg híradó szolgálatának megalapozásán dolgozott. Tanított a Honvéd Kossuth Akadémián, egyik alapítója volt a Zalka Máté Híradó Tiszti Iskolának. Hamarosan a Vezérkar Híradó Csoportfőnöksége hadműveleti osztályának vezetőjévé nevezték ki.
„Régi tiszt” lévén az Államvédelmi Hatóság meggyanúsította, két évig vádirat, bírósági eljárás nélkül tartották fogva. 1953-ban kiszabadult, de munkát nem kapott az állami szektorban. Berceli Béla vezérőrnagy tanácsára a szövetkezeti szektorban helyezkedett el.
Részt vett a később európai hírnevet szerzett Híradástechnika Szövetkezet felfejlesztésében, magas színvonalú, exportra szánt termékek gyártásának megszervezésében. Hamarosan az OKISZ (Magyar Iparszövetség) műszaki elnökhelyettese lett, ami miniszterhelyettesi szintű beosztás volt a pártállami rendszerben. Ebben a minőségében számos országban járt a szövetkezeti szektor nemzetközi kapcsolatait ápolva. Munkáját számos magas kitüntetéssel ismerték el.
Nyugdíjba vonulása után rehabilitálták és ezredessé léptették elő. Bekapcsolódott a Magyar Honvédség Budapesti Nyugállományúak Klubja híradótagozatának valamint a Puskás Tivadar Híradó Bajtársi Egyesület tevékenységébe, mely utóbbinak tiszteletbeli elnöke lett.
A rendszerváltás után került nyilvánosságra az a történet, hogy frontszolgálata idején két zsidó munkaszolgálatos életét megmentette úgy, hogy katonai egyenruhába öltöztette és a maga közelében tartotta őket. Ezért az izraeli Jad Vasem szervezet 1995-ben Világ Igaza kitüntetésben részesítette, aminek ünnepélyes átadásán a két megmentett, Bán Zsigmond és Farkas Ernő is részt vett.
Keleti György honvédelmi miniszter előterjesztésére Göncz Árpád köztársasági elnök 1996. január 1-jével dandártábornokká nevezte ki.